# 石膏花

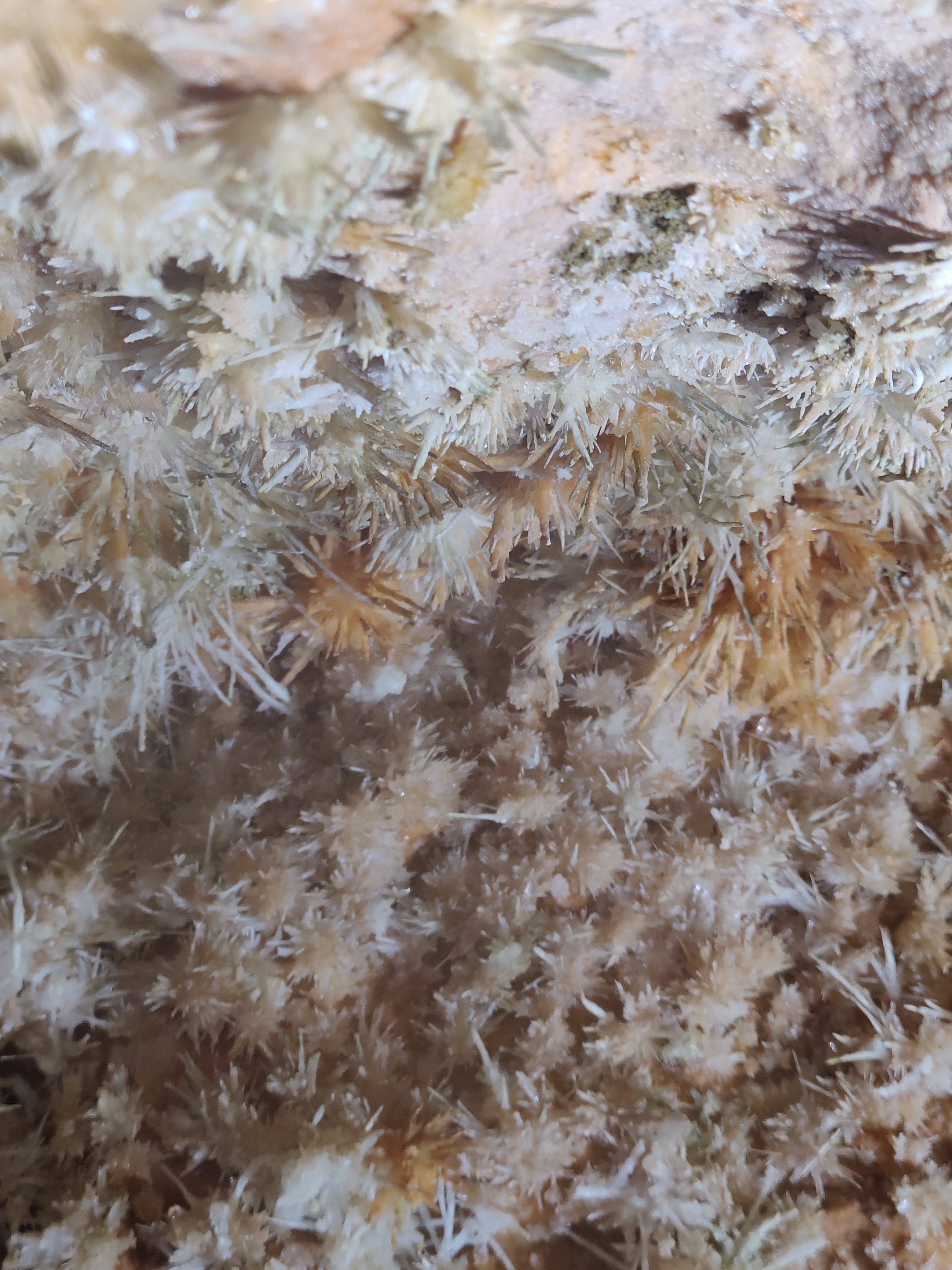
石膏花美國弗吉尼亞州的 Skyline Caverns 石膏花

石膏花是（英語：Anthodites）一種輻射狀由長針狀或羽毛狀晶體組成的洞穴沉積物，大多數由文石（碳酸鈣的一種）或石膏（CaSO4•2H2O）組成。
Anthodites一詞 是1965 年，由 N. Kashima 首次引用，他描述了由“方解石和文石的交替”組成的“花狀滴石”。

### 結構、組成和外觀
石膏花的單個晶體通常從洞穴的天花板向下生長。 文石晶體為針狀而方解石晶體為犬齒狀。石膏花中心通常為文石，其分支末端為碳酸鈣鎂石或水菱鎂石。
石膏花的尺寸由不到一毫米到大約一米不等，但長度通常在 1 到 20 毫米之間。

### 產狀
石膏花在石灰岩洞穴中可能會零星地出現，亦會遍布在方解石或其他岩石表面。 例如美國的卡爾斯巴德洞穴（Carlsbad Caverns）、克雷格黑德洞穴（Craighead Cavern）、天際線洞穴（Skyline Caverns ）和法國的 Grotte de Moulis 等地點均有豐富的石膏花。

### 類型
石膏花通常有兩種形狀，類似絨毛狀及羽毛狀。前者有類似海膽的“flos ferri”。後者有類似“霜花” 的"frostwork"，這是一種由輻射狀細針型文石晶體組成的灌木叢。 外觀類似仙人掌。 有的石筍由frostwork"組合像冷杉樹一樣具有多刺的四肢。